# 2-й механизированный корпус (1-го формирования)
2-й механизированный корпус — общевойсковое оперативно-тактическое соединение (механизированный корпус) РККА СССР до и во время Великой Отечественной войны.

## История
10 июля 1940 года в Одесском военном округе (ОдВО) началось сформирование управления корпуса, корпусных частей, 11-й и 16-й танковых дивизий. В состав корпуса включена 15-я моторизованная дивизия. Сформирование корпуса проводилось в городе Тирасполь в Бессарабии и завершилось 18 июля 1940 года.
21 июня 1941 года корпус находился в Резерве Главного Командования. Управление корпуса и управление 15-й моторизованной дивизии находились в г. Тирасполе, управление 11-й танковой дивизии находилось в г. Кишинёве Молдавской Советской Социалистической Республики, управление 16-й танковой дивизии в г. Балте Украинской Советской Социалистической Республики.
Корпус был укомплектован танками всего на 50 %, будучи при этом наиболее сильной единицей бронетанковых войск Одесского военного округа.
|            | КВ-1 (Ф-32) | Т-34 (Л-11) | Т-34 (Ф-34) | БТ-7 | БТ-7М | Т-26 | ХТ | Т-37/38 | Всего | Т-27 | Т-26 тяг | Всего | БА легк | БА средн | Всего БА |
| ---------- | ----------- | ----------- | ----------- | ---- | ----- | ---- | -- | ------- | ----- | ---- | -------- | ----- | ------- | -------- | -------- |
| Управление |             |             |             |      |       |      |    |         |       |      |          |       |         |          | 3        |
| 11-я ТД    | 10          | 30          | 20          | 120  |       | 5    | 5  |         | 190   | 10   | 5        | 205   | 25      | 50       | 75       |
| 16-я ТД    |             |             |             | 48   |       | 70   | 4  |         | 122   |      |          | 122   | 15      | 34       | 49       |
| 15-я МД    |             |             |             | 17   | 169   |      |    | 29      | 215   |      |          | 215   | 28      | 11       | 39       |
| Всего      | 10          | 30          | 20          | 185* | 169   | 75   | 9  | 29      | 527   | 10   | 5        | 542   |         |          | 166      |

*Из них 12 БТ-7 артиллерийских 
Ночью на 22 июня корпус получил задачу выйти в районы сосредоточения. К утру управление корпуса находилось на южной окраине г. Тирасполя (Колтовая).
После нападения Германии и Румынии на СССР корпус вошёл в состав 9-й отдельной армии.
С 22 июня по 7 августа 1941 года корпус участвовал в Великой Отечественной войне советского народа против захватчиков гитлеровской Германии и её союзников, в частности Румынии.
25 июня вечером состоялся первый бой корпуса. 1-й батальон 22-го танкового полка 11-й танковой дивизии (командир батальона капитан Гаврилов) и одна рота 11 мсп атаковали противника в направлении с. Петрешты.
С 25 июня корпус в составе 9-й отдельной армии вошёл в состав Южного фронта.
До 10 июля корпус вёл боевые действия на территории Молдавии. 10 июля корпус был выведен в резерв фронта.
18 июля 2 мк выбыл из состава 9-й армии и начал марш в район г. Умани.
В конце июля — начале августа корпус вёл боевые действия в районе г. Умань в окружении в составе войск 12-й армии.
7 августа 1941 года корпуса как боевой единицы уже не существовало.

## Полное наименование
2-й механизированный корпус

## В составе
- Одесский военный округ (10.07.1940 — …).
- Резерв Главного Командования (1941).
- 9-я отдельная армия (22.06 — 18.07.1941).

## Командование
Командир корпуса:
- Новосельский, Юрий Владимирович, 04.06.1940-10.08.1941 генерал-лейтенант.[2]

Заместитель командира корпуса по строевой части:
- Поликарпов, Александр Георгиевич генерал-майор танковых войск (с 8.10.1940 г.).[2]

Заместитель командира корпуса по политической части (начальник отдела политической пропаганды):
- Семёнов, Сергей Петрович, бригадный комиссар (3.06.1940-17.08.1941).[2]

Помощник командира корпуса по технической части:
- Шилькрот, Моисей Давидович, полковник.[2]

Начальник штаба корпуса:
- Сучков, Николай Иванович, полковник.[2]

Начальник отдела связи:
- Исаев, Александр Максимович, полковник.[2]

Начальник артиллерии:
- Москаленко, Кирилл Семёнович, генерал-майор артиллерии (09.1940-05.1941).[2]
- Тихонов, Илья Федорович, полковник артиллерии (05.1941 — 08.1941).

Начальник инженерной службы:
- Лариошкин, подполковник.[2]

Начальник санитарной службы:
- Григорий, Алексеевич военврач, 1 ранга Чулков (с 09.1940 г.).[2]

Заместители начальника отдела политической пропаганды:
- Гаврилов, Иван Александрович, полковой комиссар (до марта 1941 г.).[2]
- Хелидзе, Николай Соломонович, старший батальонный комиссар (20.03-17.08.1941, пропал без вести).[2]

## Состав
На июль 1940 — 22.06.1941 г.:
- Управление корпуса.[2]
- 11-я танковая дивизия.[2]
- 16-я танковая дивизия.[2]
- 15-я моторизованная дивизия.[2]
- Корпусные части:
  - 6-й мотоциклетный полк.[2]
  - 182-й отдельный батальон связи.[2]
  - 49-й отдельный мотоинженерный батальон.[2]
  - 102-я отдельная корпусная авиаэскадрилья.[2]
  - 243-я полевая почтовая станция.[2]

## Боевая деятельность

### 1940 год
10 июля управление 55-го стрелкового корпуса и корпусные части было выделено на сформирование управления и соответствующих частей 2 мк. Формировались они в г. Тирасполь.
В состав корпуса включили 15-ю Сивашскую ордена Ленина дважды Краснознамённую ордена Трудового Красного Знамени стрелковую дивизию.
В корпусную авиаэскадрилью развёрнуто авиазвено связи 15-й моторизованной дивизии.
173-я стрелковая дивизия была выделена на сформирование данного корпуса. Управление дивизии явилось основой управления 16-й танковой дивизии. 16 тд формировалась в летних лагерях в г. Котовске.,
567-й стрелковый полк 173 сд явился основой корпусного 6-го мотоциклетного полка. Мотоциклетный полк формировался в г. Тирасполе.,
Из 173 сд 490-й стрелковый полк явился основой 11-го гаубичного артиллерийского полка 11-й танковой дивизии, 366-й гаубичный артиллерийский полк — 11-го мотострелкового полка 11-й танковой дивизии, 18-й зенитный дивизион — 11-го отдельного зенитно-артиллерийского дивизиона, медсанбат дивизии — 11-го медико-санитарный батальон 11-й танковой дивизии. 11-я танковая дивизия формировалась в г. Кишинёве.,
На формирование 11 тд выделяся 389-й танковый батальон 176 сд.
4-я легкотанковая бригада была выделена на сформирование данного корпуса. Управление бригады явилось основой управления 11-й танковой дивизии. 11 тд формировалась в г. Кишинёве.
Единственный 31-й танковый полк 16 тд сформирован из 43-го и 71-го батальонов 4 лтбр и танковых батальонов 25-й, 30-й, 51-й, 96-й, 150-й, 156-й стрелковых дивизий.
Сформирование корпуса закончили 18 июля.
1941 год
На 22 июня 1941 года 2-й механизированный корпус входил в состав войск Одесского военного округа. Из 24 июня — в составе Южного фронта. Первый бой корпус принял 25 июня, когда 11-й мотострелковый полк отбил атаку немецких войск.
С 10 по 20 июля 1941 года корпус находился в резерве командования Южного фронта. 18 июля корпус был переброшен в район Умани, где и был окружён и уничтожен в конце июля — начале августа 1941 года.